# Saint-Ismier
Saint-Ismier település Franciaországban, Isère megyében. Lakosainak száma 7087 fő (2022. január 1.). Saint-Ismier Saint-Nazaire-les-Eymes, Saint-Pierre-de-Chartreuse, Le Sappey-en-Chartreuse, Le Versoud, Villard-Bonnot, Biviers, Domène és Montbonnot-Saint-Martin községekkel határos.

## Népesség
A település népessége az elmúlt években az alábbi módon változott:
| Lakosok száma | 1687 | 4472 | 5292 | 6191 | 6621 | 6857 | 6966 | 7064 | 7046 | 7087 |
|               | 1968 | 1982 | 1990 | 2006 | 2013 | 2015 | 2017 | 2019 | 2020 | 2022 |